# Ior Bock
Ior Bock [ˈiːɔr ˈbɔkː] (eigentlich Bror Holger Bertil Svedlin; * 17. Januar 1942 in Porvoo; † 23. Oktober 2010 in Helsinki) war ein finnlandschwedischer Exzentriker, Fremdenführer, Schauspieler und Mythenerfinder.

## Leben
Bock begann seine Karriere als Kleindarsteller und Lichttechniker am Svenska Teatern in Helsinki. Von 1973 bis 1998 arbeitete er als Fremdenführer auf der Insel Suomenlinna, wo er Führungen durch die dortige mittelalterliche Burg machte, die sich bald großer Beliebtheit erfreuten.

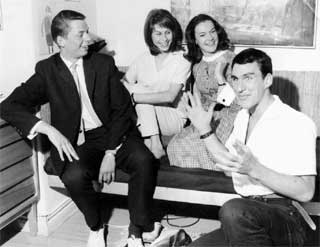
Holger Svedlin rechts (1963)

Im Jahre 1984 erregte er großes öffentliches Interesse mit der Behauptung, Bewahrer einer uralten Kultur zu sein, die Einblicke in die heidnischen Traditionen Finnlands sowie die finnische Mythologie gebe. Mit seiner Familiensaga könne „die Geschichte der gesamten Menschheit“ erklärt werden. Neben dem mythischen Lemminkäinen, einer Sagengestalt aus dem finnischen Nationalepos Kalevala, ist ein Held der Familiensaga ein „Necklas“, der auf einem Rentiergespann über das Land reist. Diese Geschichten sind als die Bock-Saga bekannt.

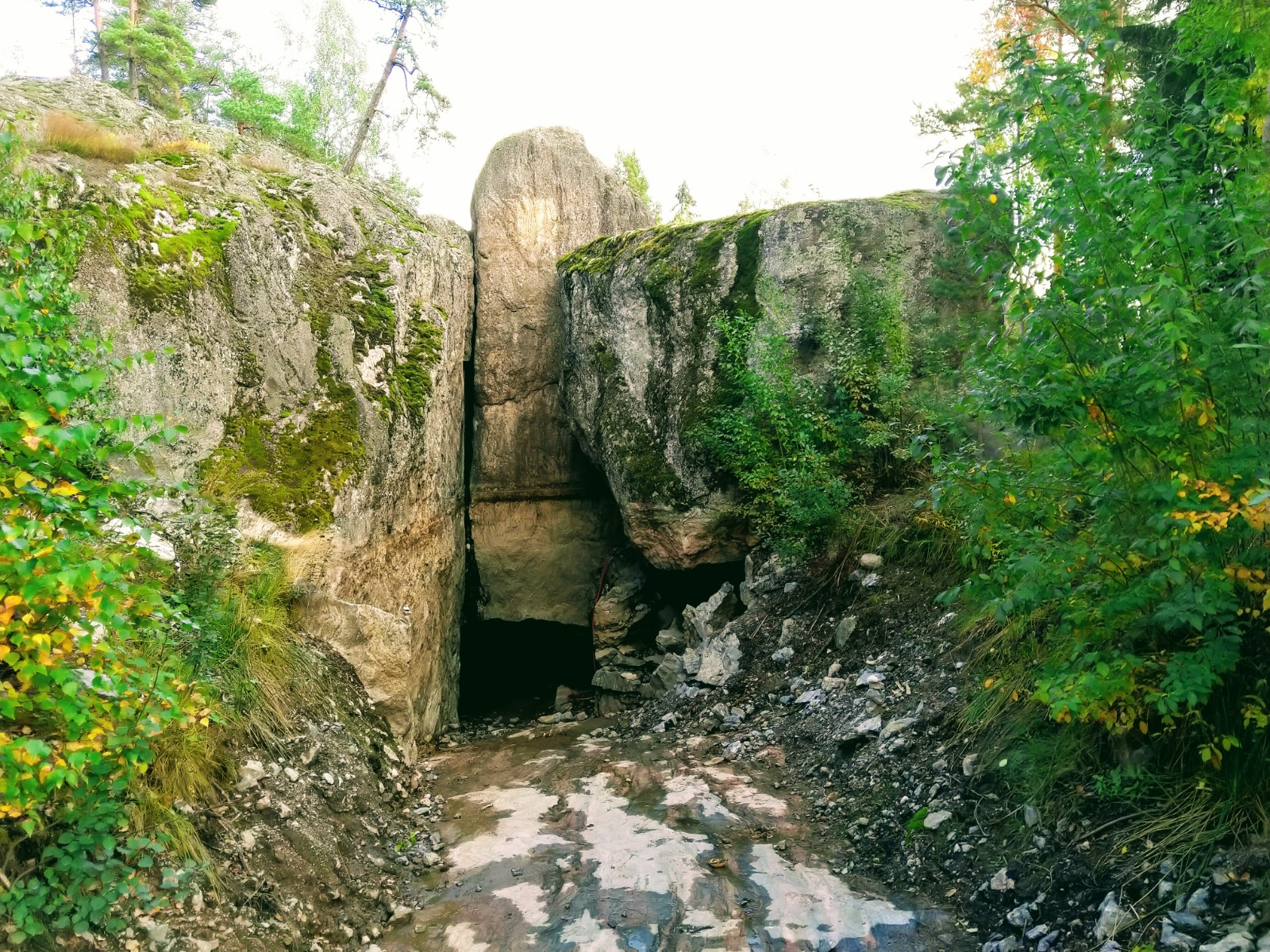
Eingang zum angeblichen „Lemminkäinen Tempel“

1987 begann Bock in seinem Heimatort Sipoo mit Ausgrabungen auf der Suche nach einem antiken Tempel, der dem Lemminkäinen geweiht gewesen sei. Die Baufirma Lemminkäinen und die Sparkasse von Sipoo finanzierten zunächst die Grabungen. Gefunden wurde zwar eine große Höhle, aber kein Tempel und keine archäologischen Objekte.
Am 23. Oktober 2010 wurde Ior Bock, der durch eine frühere Messerattacke gelähmt war, im Alter von 68 Jahren durch mehrere Messerstiche getötet. Ein 29-jähriger Gehilfe Bocks wurde festgenommen, 2011 vor Gericht für nicht schuldfähig befunden und in sein Heimatland Indien abgeschoben.

## Die Bock-Saga
Laut der Bock-Saga gab es das Volk der Aser, das der Legende nach seit Millionen von Jahren in einem Land namens Odenmaa lebte. Inmitten dieses Landes soll es eine Stadt namens Hel gegeben haben, die auf sieben Hügeln und sieben Inseln errichtet worden war. Auf einer dieser Inseln, Odensö, habe sich auf dem Hügel Lysnarberriet der Tempel Heligedom befunden. In diesem Tempel soll es einen Punkt gegeben haben, der auf dem exakten Nordpol lag. Man habe ihn Walhalla genannt. Die Aser brachten ein weiteres Volk, die Vaner hervor. Diese besiedelten laut Ior Bock den Rest der Welt.
Die Erde soll zu dieser Zeit eisfrei gewesen sein, bis sich die bis dato exakt senkrecht stehende Erdachse vor 50 Millionen und 10.028 Jahren neigte und eine Eiszeit verursachte. Odenmaa sei jedoch eisfrei geblieben und die Menschen überlebten. Als das Eis wieder zurückging, hätten sie wieder Kontakt zu anderen Völkern aufgenommen und ihnen ihre Kultur gebracht.

## Publikationen
- Mit Juha Javanainen (Hrsg.): Bockin perheen saaga. SynchroniCity, Helsinki 1996, ISBN 952-5137-00-7, OCLC 58243654

## Filmografie (Auswahl)
Als Ior Svedlin
- 1981: Kiljusen herrasväki (Miniserie)
- 1982: Rauta-aika (Miniserie)
- 1982: Viapori-Uusi Atlantis (Dokumentarfilm / Fernsehserie)
- 1990: A-Studio (Fernsehserie)
- 1991: Temppeli (Dokumentarfilm / Fernsehserie)
- 2002: Madventures (Dokumentarfilm / Fernsehserie)